# A Baby's Shoe (film 1912)
A Baby's Shoe è un cortometraggio muto del 1912 diretto da Charles J. Brabin.

## Produzione
Il film fu prodotto dalla Edison Manufacturing Company.

## Distribuzione
Distribuito dalla General Film Company, il film - un cortometraggio in una bobina - uscì nelle sale cinematografiche degli Stati Uniti il 1º novembre 1912. In Australia, il film fu distribuito il 2 dicembre 1912; nel Regno Unito, il 25 gennaio 1913.